# جريني (باد كاليه)
جريني، باد كاليه (بالفرنسية: Grigny, Pas-de-Calais)‏ هي بلدية تقع في إقليم باد كاليه من منطقة نور با دو كاليه في شمال فرنسا. تبلغ مساحة هذه المدينة 2.14 (كم²)، وترتفع عن سطح البحر 31 م، يبلغ عدد سكانها 329 نسمة حسب إحصاء المعهد الوطني للإحصاء والدراسات الاقتصادية سنة 2009 م. وترأس Francis Fiquet البلدية خلال فترة (2001-2008).